# Debitor
Debitor (lateinisch debēre ‚müssen, sollen, schulden‘) ist im deutschen Rechnungswesen der Begriff für den Schuldner aus Lieferungen und Leistungen. Komplementärbegriff ist der Kreditor (Gläubiger von Forderungen).

## Allgemeines
Ansprüche gegen Debitoren sind demnach Forderungen des Lieferanten. Als Debitoren kommen natürliche Personen, Unternehmen oder juristische Personen des öffentlichen Rechts in Frage.
In der Regel resultieren diese Forderungen aus Warenlieferungen oder Dienstleistungen. Um diese Forderungen gegen andere Forderungen abzugrenzen, hat der Gesetzgeber für sie in § 266 Abs. Abs. 2 B II Nr. 1 HGB („Forderungen aus Lieferungen und Leistungen“) eine eigene Bilanzposition geschaffen. Damit soll im Rahmen der Bilanzklarheit erreicht werden, dass ein sachkundiger Dritter sich ein Bild von deren Anteil an den gesamten Forderungen verschaffen kann.

## Einbuchung
Forderungen aus Lieferungen und Leistungen dürfen erst dann vom Lieferanten bilanzwirksam aktiviert werden, wenn die Preisgefahr auf den Käufer übergegangen ist. Der Gewinn ist mit der Lieferung oder Leistung meist nicht bereits bei Vertragsabschluss realisiert, weil allgemein die Risiken noch nicht soweit abgebaut sind, dass der Gewinn als sicher qualifiziert werden könnte. Bei der Lieferung kommt es nicht bloß auf die Bewirkung der geschuldeten Leistung nach § 362 Abs. 1 BGB an; vielmehr sind noch Übergabe und Eigentumsverschaffung erforderlich (§ 433 Abs. 1 Satz 1 BGB). Dem BFH genügt steuerrechtlich indes die Preisgefahr, also der Übergang des Risikos des zufälligen Untergangs oder der zufälligen Verschlechterung der Sache auf den Käufer. Die Preisgefahr beginnt zeitlich allgemein mit der Übergabe, also mit Besitzverschaffung und Übergang von Nutzen und Lasten auf den Abnehmer (§ 446 BGB). Speziell beim Versendungskauf geht die Preisgefahr jedoch bereits mit Aushändigung der Sache an einen Transportunternehmer auf den Käufer über (§ 447 Abs. 1 BGB). Forderungen aus (Dienst-)Leistungen sind einzubuchen, wenn die vertraglich geschuldete Leistung erbracht worden ist und die Möglichkeit besteht, eine Abrechnung zu erstellen.

### Buchung der Forderung des Lieferanten in Haupt- und Nebenbuch
Die Forderung wird sowohl auf dem Nebenbuchkonto zum Debitoren als auch auf dem Hauptbuchkonto, welches ein Konto aus der Gruppe Lieferungen und Leistungen ist, gebucht. Das Hauptbuchkonto wird bisweilen (z. B. im SAP-System) als Abstimmkonto bezeichnet.

### Abgrenzungen zum Bargeschäft und Debitorenrisiko
Beim Barverkauf muss die Bezahlung der Lieferungen und Leistungen Zug um Zug mit Übergabe der Ware erfolgen. Wird nicht sofort bezahlt, entsteht bei Übergabe/Versendung ein Debitorenrisiko, das durch Aktivierung einer Forderung bilanziell umzusetzen ist. Mit einem Versendungskauf ist in der Regel stets die Aktivierung einer Forderung verbunden, es sei denn, es besteht eine Vorkasse. In beiden Fällen findet die Gewinnrealisierung statt.
Wenn sich jedoch das Debitorenrisiko durch Nichtbezahlung verwirklicht, entsteht eine zweifelhafte Forderung, die mit ihrem wahrscheinlichen Wert zu bilanzieren ist, was mit einer Prognose der Rückzahlungswahrscheinlichkeit verbunden ist. Rechnet der Lieferant mit dem vollständigen Ausbleiben der Kaufpreiszahlung, handelt es sich um eine uneinbringliche Forderung, die abzuschreiben ist. Beide Forderungstypen führen über die Wertberichtigung/Abschreibung zu einer Ergebniskorrektur, die den durch die Umsatzverbuchung realisierten Gewinn berichtigt.

## Ausbuchung
Mit vollständiger Bezahlung ist die Forderung aus Lieferungen und Leistungen auszubuchen. Erfolgt eine Bezahlung ganz oder teilweise nicht, geschieht die Ausbuchung durch entsprechende „Wertberichtigungen/Abschreibungen auf Forderungen“. Mit der Ausbuchung durch Bezahlung ist oft die automatische Freigabe eines Eigentumsvorbehalts verbunden, die als aufschiebende Bedingung (§ 449 BGB) mit der Einräumung des Warenkredits vereinbart worden ist. Der Eigentumsvorbehalt ist das typische Sicherungsmittel, das Lieferanten bei der Einräumung eines Warenkredits einsetzen, um ihr Debitorenrisiko auszuschalten.

## Begriffe
Der Begriff Debitor ist Bestandteil vieler zusammengesetzter Worte, die mit dem Thema zusammenhängen. Umgangssprachlich wird Debitor häufig mit dem Kunden selbst assoziiert. Die Debitorenbuchhaltung befasst sich mit der Verbuchung der Forderungen aus Lieferungen und Leistungen, der Prüfung der Bonität der Debitoren und der Fälligkeitsüberwachung. Die Summe aller Debitorensalden muss mit dem Saldo des Sachkontos „Forderungen aus Lieferungen und Leistungen“ übereinstimmen, die Summe aller Kreditorensalden entsprechend mit dem Saldo des Sachkontos „Verbindlichkeiten aus Lieferungen und Leistungen“. Die Debitorenversicherung übernimmt die typischen Debitorenrisiken, die aus der Einräumung eines Lieferantenkredits resultieren können. Debitorenziel ist die Einräumung eines Warenkredits mit einer festgelegten Laufzeit. Kreditorische Debitoren sind Verbindlichkeiten gegenüber Debitoren, die aus Überzahlungen im Geschäftsverkehr herrühren. Sie sind wegen des Saldierungsverbots zu passivieren.
In der Betriebswirtschaftslehre, insbesondere in der Bilanzanalyse, kennt man das Debitorenziel oder englisch die Days Sales Outstanding (DSO) als Kennzahl für die Umschlagsgeschwindigkeit der Forderungen an die Debitoren:
{\displaystyle {\text{Debitorenziel}}={\frac {\text{durchschnittlicher Bestand an Forderungen aus Lieferungen und Leistungen}}{\text{Umsatz}}}\times 365\,Tage}
Diese Kennzahl drückt aus, wie schnell Forderungen von den Kunden (Debitoren) bezahlt werden. Kurze Debitorenziele tragen zur Verbesserung der Liquidität bei und sind daher anzustreben. Lange Debitorenziele können auf lange Zahlungsziele, mangelnde Bonität, schlechte Zahlungsmoral der Kunden oder schlechtes Debitorenmanagement zurückzuführen sein und umgekehrt. Wegen des hohen Barzahlungsanteils besitzt der Einzelhandel mit durchschnittlich 10 Tagen die kürzeste Umschlagszeit, gefolgt von Großhandel und Handwerk mit je 40 Tagen und der Industrie mit 45 Tagen.